# Tölgyfák Bas-Bréau-nál
A Tölgyfák Bas-Bréau-nál (Fontainebleau) Jean-Baptiste Camille Corot alkotása, amely a New York-i Metropolitan Művészeti Múzeum gyűjteményének része.
Corot 1832-ben vagy 1833-ban festette a képet a fontainebleau-i erdő Bas-Bréau-höz közeli részén, amely híres évszázados tölgyeiről. A képet az itáliai látogatása során kialakított naturalista stílusában festette. A terebélyes fa képét később újra felhasználta, amikor megfestette a Hágár a pusztaságban című festményét, amelyet 1835-ben mutatott be az évenként megrendezésre kerülő hivatalos szépművészeti párizsi kiállításon (Salon). A festő barátjának, Célestin Nanteuil-nek ajándékozta alkotását, aki sokszorosítható litográfiát készített a Hágár-képről.